# Буняк Олександр Вікторович
Олександр Вікторович Буняк — український військовослужбовець, полковник Збройних сил України. Кавалер ордена Данила Галицького (2022).

## Життєпис
Служив заступником директора, нині — т.в.о. директора Департаменту міжнародного оборонного співробітництва Міністерства оборони України.

## Нагороди
- орден Данила Галицького (22 січня 2022) — за значні особисті заслуги у захисті державного суверенітету та територіальної цілісності України, мужність, виявлену під час бойових дій, зразкове виконання військового і службового обов’язку, багаторічну сумлінну працю[3].

## Військові звання
- полковник.